# 헌터리아
헌터리아(본명: 이광욱, 1983년 9월 25일 ~ )는 대한민국의 가수이다. 2012년 1월 4일에 1집 《헌터리아 (Hunteria)》로 데뷔하였다.

## 개요
헌터리아는 2012년 1월 4일에 데뷔한 대한민국의 가수이다. 현재까지 《헌터리아 (Hunteria)》, 《마초리아 (Machoria)》, 《터프리아 (Toughria)》, 《스카리아 (Scaria)》 총 4장의 디지털 싱글 앨범을 발매하였다. 특히 2012년 5월 16일에 발매한 《터프리아 (Toughria)》는 대한민국 제 18대 박근혜 대통령 공식 선거 캠페인 송으로 쓰였다. 2013년에는 일본 진출 데뷔곡인 《스카리아 (Scaria)》를 발매하였고 하반기에는 일본 프로모션 진행과 각종 지상파 방송출연 및 지자체 행사의 초대 가수로 활동하였다. 일본에 진출하여 도쿄, 하카타, 텐진에서 성공적인 단독 콘서트를 릴레이 했으며 한국 롯데백화점에서 단독 팬사인회를 개최하였다. 2014년 2월에는 'Story C' 잡지 화보 활동과 팟캐스트 라디오의 특별 게스트로 출연하였으며 2014년 4월부터 11월까지 MBC 라디오 방송 '오후의 발견'에 고정 게스트로 출연하였다.

## 학력
- 대전성룡초등학교 졸업
- 대전둔산중학교 줄업
- 한밭고등학교 졸업
- 충남대학교 언론정보학과 졸업

## 앨범

### 디지털 싱글
| #   | Album Information                                                  | Track List                                                         |
| --- | ------------------------------------------------------------------ | ------------------------------------------------------------------ |
| 1집 | 《헌터리아 (Hunteria)》 - 발매일 : 2012년 1월 4일 - 언어 : 한국어  | 1. 헌터리아 (Hunteria) 2. 헌터리아 (Hunteria) (Inst.)              |
| 2집 | 《마초리아 (Machoria)》 - 발매일 : 2012년 2월 29일 - 언어 : 한국어 | 1. 마초리아 (Machoria) (Feat. 단비) 2. 마초리아 (Machoria) (Inst.) |
| 3집 | 《터프리아 (Toughria)》 - 발매일 : 2012년 5월 16일 - 언어 : 한국어 | 1. 터프리아 (Toughria) (Feat. 여주) 2. 터프리아 (Toughria) (Inst.) |
| 4집 | 《스카리아 (Scaria)》 - 발매일 : 2013년 6월 26일 - 언어 : 한국어   | 1. 스카리아 (Scaria) 2. 스카리아 (Scaria) (Inst.)                  |

## 음반 외 활동

### 방송
- CMB 열전동네방네 초대가수 출연 (2013년 5월 10일)
- KBS 세종 고향의 밤 초대가수 출연 (2013년 5월 25일)
- KBS 전국 충청도 사투리 구연 초대가수 출연 (2013년 10월 14일)
- MBC 대전 라디오 방송 '오후의 발견' 고정 게스트 출연 (2014년 4월 16일 ~ 2014년 11월 12일)
- MBC 태교음악회 초대가수 출연 (2014년 12월 23일)

### 공식 단독 콘서트
- 일본 도쿄 신주쿠 신오오쿠보 K-plaza 첫 쇼케이스 (2013년 8월 2일)
- 일본 후쿠오카 하카타 「あぷろ博多店」 공식 콘서트 (2014년 8월 2일)
- 롯데백화점 단독 공연 및 팬 싸인회 개최 (2014년 9월 27일)
- 일본 후쿠오카 텐진 나카스 공식 콘서트 (2014년 11월 29일)
- 서울 홍대 「Jack B Nimble」 공식 콘서트 (2016년 10월 7일)

### 주요 공연
- 2012년 서울난지 락페스티벌 게릴라 게스트
- 2012년 중국 베이징 왕푸친 게릴라 게스트
- 2012년  어울림 한마당 초대가수
- 2013년 공주대학교 라이브하우스 스페셜 게스트
- 2013년  라이브하우스 카페 투어 초대가수
- 2013년  라이브클럽 이벤트 초대가수
- 2013년  차없는 거리 행사 초대가수
- 2013년  땅끝마을 진도 사찰콘서트 초대가수
- 2013년  생활협동조합 초대가수
- 2013년  바른먹거리 한살림 초대가수
- 2014년  69주년 광복절기념 시민화합축제 초대가수
- 2014년  음식문화거리축제 초대가수
- 2014년  전어 대하 주꾸미 축제 초대가수
- 2014년  김장 담그기 행사 축제 초대가수
- 2014년  코스모스축제 초대가수
- 2014년  용인 법륜사 축제 초대가수
- 2014년 한화이글스 후원회 초대가수
- 2014년 건축사협회 초대가수
- 2015년 서울 홍대 힐링 음악회 초대가수

### 기타 활동
- 2012년 대한민국 제 18대 박근혜 대통령 공식 선거 캠페인 송 가수
- 2014년 2월 5일 Story C 2월호 특집 화보
- 2014년 2월 12일 Story C 팟캐스트 라디오 스페셜 게스트 출연
- 2014년 11월 3일 월간 토마토 11월호 특집 화보
- 2015년 MBC 라디오 방송 '오후의 발견' 로고송 가수
- 2015년 YouTube Darales Production 《헌터리아가 간다》고정 호스트 출연
- 2015년 충남대학교 동문회 월간 회보 독점 인터뷰

## 언론 보도
- 마음의 고향에서 노래하는 가수 <옥천신문> 2012년 10월 19일
- “싸이같은 월드스타 되기 위해 1초도 안쉬어요” <대전일보> 2013년 7월 2일
- 내가 바로 헌터리아다 <Story C> 2014년 2월 5일
- 대전 토박이 아이돌 ‘헌터리아’의 열정 <대전일보> 2014년 2월 13일
- "팬들 덕분에 제가 이만큼 컸죠" <대전일보> 2014년 9월 26일
- 대전 토박이 헌터리아 열정의 음악세계 보니 <대전일보> 2014년 12월 31일
- 온오프라인 병행 플랜 갖춘 만남 어플 '디 아인즈' 런칭… 한류가수 헌터리아가 운영 <파이낸스투데이> 2020년 3월 31일